# Gaig de Lidth
El gaig de Lidth (Garrulus lidthi) és una espècie d'ocell de la família del còrvids (Corvidae). És endèmica del Japó.

## Descripció
Mesura uns 38 cm de llarg total, és una mica més gros que el seu parent el gaig euroasiàtic, té el bec més gruixut i la cua més llarga. No s'observa que tingui cresta, les plomes del cap són d'un negre vellutat, les espatlles i el dors són d'un blau profund i la resta del cos són d'un color castany fosc.

## Hàbitat i distribució
Aquest gaig habita una zona molt limitada que comprèn només les illes d'Ami Ōshima i Tokunoshima al sud del Japó. Es troba des del nivell del mar fins als turons, en boscos subtropicals de fulla ampla perennifoli, boscos de coníferes i en boscos al voltant de cultius i habitatges humans, mostrant una preferència significativa pels boscos madurs.

## Alimentació i reproducció
S'alimenta i emmagatzema glans de Castanopsis cuspidate, Quercus glauca i altres roures quan són a l'abast; una gran producció de glans és crucial per al seu èxit reproductor (Ishida et al. 2015). Si aquest subministrament d'aliments s'esgota, els ocells s'alimenten en camps agrícoles. La dieta també inclou moniatos, insectes, aranyes, llavors, fruits, rèptils, inclosa l'escurçó d'Okinawa (Protobothrops flavoviridis), i ocells. S'alimenta als arbres i a terra.

## Parasitisme
En estudis realitzats entre el 2009 i el 2011, dotze dels 30 exemplars adults van donar positiu per a paràsits de la malària aviària (Plasmodium relictum), tot i que, en comparació amb altres espècies de la zona, es creu que la prevalença d'aquesta espècie és baixa (Ishida et al. 2015).

## Estat de conservació
Antigament, l'espècie es trobava amenaçada perquè era perseguida per les plomes, utilitzades per adornar barrets femenins. Actualment, es troba amenaçat per la mangosta petita asiàtica, que va ser introduïda per controlar la serp verinosa Ovophis okinavensis. L'espècie té una protecció total segons la legislació japonesa i la població s'ha incrementat gràcies al control de la població de mangostes.